# Lesenceistvánd
Lesenceistvánd község Veszprém vármegyében, a Tapolcai járásban. A település eredetileg Szent István magyar király korától az 1950-es megyerendezésig Zala vármegyéhez tartozott.

## Fekvése
A Keszthelyi-fennsík és a Tapolcai-medence szélén, a Lesence-patak mellett fekszik. Zala és Veszprém vármegye határánál. Kelet felől vulkanikus hegyek láncolata és a Bakony erdői övezik; déli irányban alig 10 kilométer választja el a Balatontól.
A közvetlenül határos települések: észak felől Sümeg, északkelet felől Tapolca, kelet és dél felől Lesencetomaj, délnyugat felől Lesencefalu, nyugat felől Várvölgy, északnyugat felől pedig Uzsa.

### Megközelítése
Közigazgatási területét átszeli a Balatontól (a tó északi partján húzódó 71-es főúttól) Sopron térségéig húzódó 84-es főút, így ez a legfontosabb közúti megközelítési útvonala. A főút a lakott területének keleti széle mellett húzódik, központján csak a 73 167-es út vezet végig, amely Lesencetomajon ágazik ki a 7342-es útból és a falu északi szélénél a 84-eshez csatlakozik. Elérhető még a község Lesencefalu északi része felől is egy önkormányzati úton. A Keszthely felől ide érkezők szőlőhelyek között kanyarogva, csodálatos panorámában gyönyörködhetnek.
A hazai vasútvonalak közül a Balatonszentgyörgy–Tapolca–Ukk-vasútvonal érinti, aminek régen megállója is volt a határai között, de Lesenceistvánd megállóhely már rég megszűnt; a legközelebbi vasúti csatlakozási lehetőséget azóta Uzsabánya alsó megállóhely kínálja, néhány kilométerre északra.

## Története
A neve először 1328-ban Lessenche-Istvand néven fordul elő. Az Istvánd helységnév az István személynévből képződött, a Lesence-előtag a patak mellékre utal. A falu Lesence-patak mellé települt, határa dombok alatt, erdők és nádasok között fekszik – ezért kevés szántója is vizenyős. A lakosság az erdők kiirtásával jelentős mértékben megnagyobbította szántóit, egy telekhez az 1767. évi úrbérezés után 20 hold szántó tartozott.
A település urai a 14. században a Dersfiek voltak, akik a Pannonhalmi Bencés Főapátsággal pereskedtek, s a faluhoz csere révén jutottak a pannonhalmi Apátságtól. A 16. században Csoron András és leszármazói voltak a birtokosok, majd a falu és környéke 1600-tól folyamatosan az Esterházy család birtoka volt.
A lakosság létalapját mindig a földművelés és a szőlőtermelés alkotta. Leginkább rozst termeltek. A szőlőhegy a falu határában Istvándi hegy néven vált ismertté. Egyéb haszonbevételeik között mindig fontos volt az állattenyésztés, a halászat a Balatonban és a gesztenye termelése. Iparral a lakosok sokáig nem foglalkoztak. A település fejlődését kezdetben a török, sokáig később a földesúrhoz való viszony határozta meg.
A török már 1545-ben elfoglalta a települést. 1553-tól a 17. századig az egész szántói járás a töröknek hódolt és fizette az adót.
A hosszabb lakott időszak után, a török uralom végén Lesenceistvánd elnéptelenedett. 1692-ben kezdték újratelepíteni magyar lakossággal.
1720 körüli években indult az a gazdasági fejlődés, amely a század végére erőteljes fellendülést eredményezett. 1711-ben még csak 9, 1745-ben 51, 1773-ban 73, 1805-ben 141 család élt a faluban. 1770-ben a község már tanítót fogadott.
Nemesvita, később Lesencetomaj egyházi fíliája volt. 1748-tól kezdődő anyakönyvek is itt találhatók. Régi kőegyházat ismereteink szerint először 1745-1746-ban restaurálták, bővítették.
A Keszthely és Tapolca között fekvő Istvánd a 19. század folyamán a duplájára növelte a népességét. Határa viszonylag nagy kiterjedésűvé vált.
Földesurai között a dokumentumok az Esterházy, a Fényes, a Thiele, a Nedeczky famíliát említették, a 19. század végén földbirtokosa gróf Esterházy Pál volt.
Lesenceistvándon – Tapolca és a közeli bányavidékek közelsége miatt – jelentős volt a nem mezőgazdaságból élő népesség aránya.
A közelmúltban növekedtek az ipari munkalehetőségek. Lesenceistvándról közel 500 fő járt Uzsabányára, Nyirádra, Tapolcára, Zalahalápra dolgozni, de még 1970-ben is a keresők és az eltartottak 31, 2% – az élt a mezőgazdasági tevékenységből.
A foglalkozási megoszlásban bekövetkezett változást tükrözte a falukép alakulása is. Több mint 100 tágas, szép családi ház épült. Az utcák rendezettekké váltak és mindenütt az egyik oldalon kövezett járda biztosítja a sármentes közlekedést. A házak előtt kiskertek, mögöttük konyhakertek, gyümölcsösök virulnak.
A falu 1959-től bitumenes úttal kapcsolódott a környező községekhez. Törpevízművek biztosította a lakosság egészséges ivóvízellátását. Új vegyesbolt, élelmiszerbolt, általános iskola, egészségház, kultúrház, óvoda is épült.
Egykori külterülete, Uzsabánya ma önálló bányásztelepülés 465 lakossal, 132 házzal, villanyvilágítással, vízvezetékkel, csatornahálózattal.
Egyéb lakott helyei: Uzsa-erdésztelep, Uzsa vasútállomás és őrház, Baranyás, Csertető, Kőorra, Szilos, Csalit, Berkenyés, Pótlék, Belátó, Bédia, Csengő a legújabb helységnévtárban már nem szerepeltek. A falu határában elpusztult Gárdonyi Pabar és Szentlélekpuszta nevű középkori települések emlékét és nyomait hasonló nevű dűlőnevek őrzik.
Lesenceistvánd gyönyörű környezetű, jó levegőjű békés lakosságú nyugat-magyarországi kis település, a pihenés biztos bázisa.
A településen működik Lesenceistvánd és Uzsa községek körjegyzősége. Közlekedés szempontjából az autóbusz a kizárólagos tömegközlekedési eszköz, mivel a legközelebbi vasútállomás mintegy 4 kilométerre, Uzsán található.
Lesenceistvánd területe a Balaton vízgyűjtő területéhez tartozik. Legmagasabb pontja a Kő-orra hely, amely 403 méter.
A település közigazgatásilag a 8 kilométerre fekvő Tapolcához kötődik. A lakosság fő munkáltatója a zalahalápi BEFAG Rt. valamint az uzsai kőbánya és a tapolcai Bakony-művek. A helyi vállalkozók száma 23, legtöbbjük építőipari tevékenységet folytat.
A település infrastruktúrája:
- A településen 346 belterületi és 421 külterületi ingatlan található. Az utcák száma 5, hosszúságuk összesen 3600 méter a külterületiek nélkül, portalanítva ebből 3100 méter van.
- A vízvezeték-hálózat teljesen kiépített.
- Csatornahálózat még nincs.
- A kommunális hulladék elszállítása megoldott.
- Csapadékvíz elvezetése nyílt felszíni árokba történik, melyek befogadója a község egyetlen élővize, a Lesence-patak.
- Az elektromos hálózat légvezetékes, amely a külterületen részben kiépített.
- A TV műsorok a 8 éve üzemeltető kábeltévén jutnak el a lakossághoz. A telefonellátottság 70%-os. 1999-ben fejeződött be a vezetékes gáz vezetése, amely a falu minden belterületi lakójának elérhető.
Sajnos a település nem tudott a korábbi rendszerben igazán fejlődni, mivel az 5 falu (Lesenceistvánd, Lesencetomaj, Lesencefalu, Nemesvita, Balatonederics) közül inkább a Balaton-partit fejlesztették. Az alapvető infrastrukturális beruházások elmaradtak (csatornázás, vezetékes gáz), így ezen feladatok megoldása egy visszafejlődésnek indult település égető gondjaivá váltak.

## Közélete

### Polgármesterei
- 1990–1994: Vörös Béla (független)[3][4]
- 1994–1998: Orbán Kálmán (KDNP)[5]
- 1998–2000: Orbán Kálmán (független)[6]
- 2000–2002: Tóth Csaba (független)[7][8]
- 2002–2006: Tóth Csaba (független)[9]
- 2006–2010: Tóth Csaba (független)[10]
- 2010–2014: Tóth Csaba (független)[11]
- 2014–2019: Tóth Csaba (független)[12]
- 2019–2024: Tóth Csaba (Fidesz-KDNP)[13]
- 2024– : Tóth Csaba (Fidesz-KDNP)[1]

A településen 2000. május 14-én időközi polgármester-választást tartottak, az előző polgármester lemondása miatt.

## Népesség
A település népességének változása:
| Lakosok száma | 949  | 955  | 947  | 961  | 949  | 946  | 940  |
|               | 2013 | 2014 | 2015 | 2021 | 2022 | 2023 | 2024 |

A 2011-es népszámlálás során a lakosok 89,2%-a magyarnak, 1% németnek, 2,8% cigánynak mondta magát (10,7% nem nyilatkozott; a kettős identitások miatt a végösszeg nagyobb lehet 100%-nál). A vallási megoszlás a következő volt: római katolikus 78,7%, református 2%, evangélikus 0,4%, görögkatolikus 0,1%, felekezeten kívüli 4,7% (13,5% nem nyilatkozott).
2022-ben a lakosság 86,1%-a vallotta magát magyarnak, 2% németnek, 0,6% cigánynak, 0,1-0,1% szerbnek, lengyelnek és ruszinnak, 1,8% egyéb, nem hazai nemzetiségűnek (13,2% nem nyilatkozott; a kettős identitások miatt a végösszeg nagyobb lehet 100%-nál). Vallásuk szerint 42,9% volt római katolikus, 0,9% református, 0,3% evangélikus, 1,9% egyéb keresztény, 0,9% egyéb katolikus, 7,2% felekezeten kívüli (45,8% nem válaszolt).

## Nevezetességek
- Országos Kéktúra útvonal, amely a Kő-orra hegyen és a falun keresztül vezet
- Szent Jakab templom (műemléki vörösmárvány keresztelőkút és a szintén műemléki védett fasípos orgona)
- Az első- és második világháborúban elhunyt hősök emlékművei
- Mária-hegyi kápolna
- Szentháromság szobor
- Épülőben lévő millenniumi park
- A temetőkerti műemlék sírkeresztek

## Képgaléria

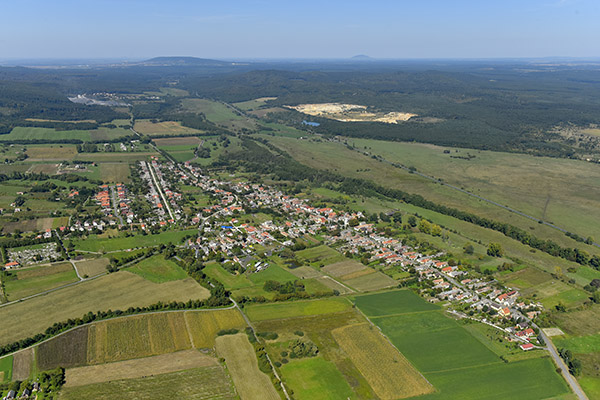
Lesenceistvánd látképe madártávlatból
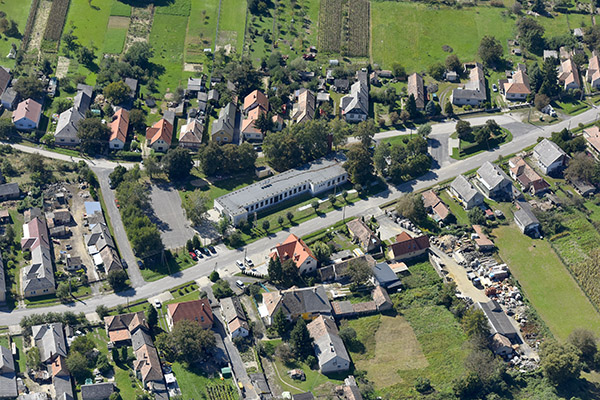
A falu légi fotón
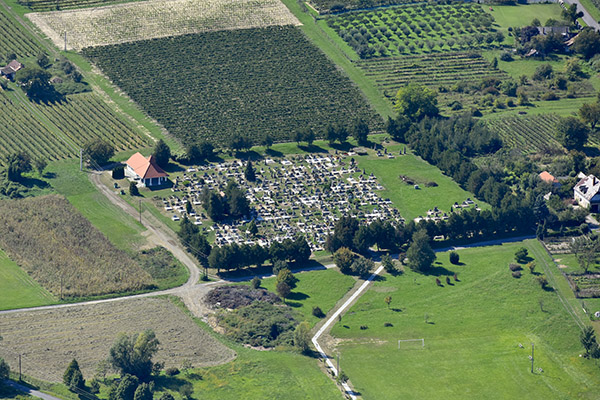
Temető a magasból
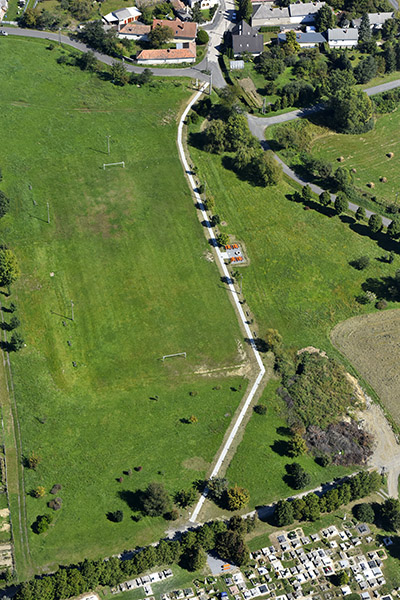
A falu légi fotón
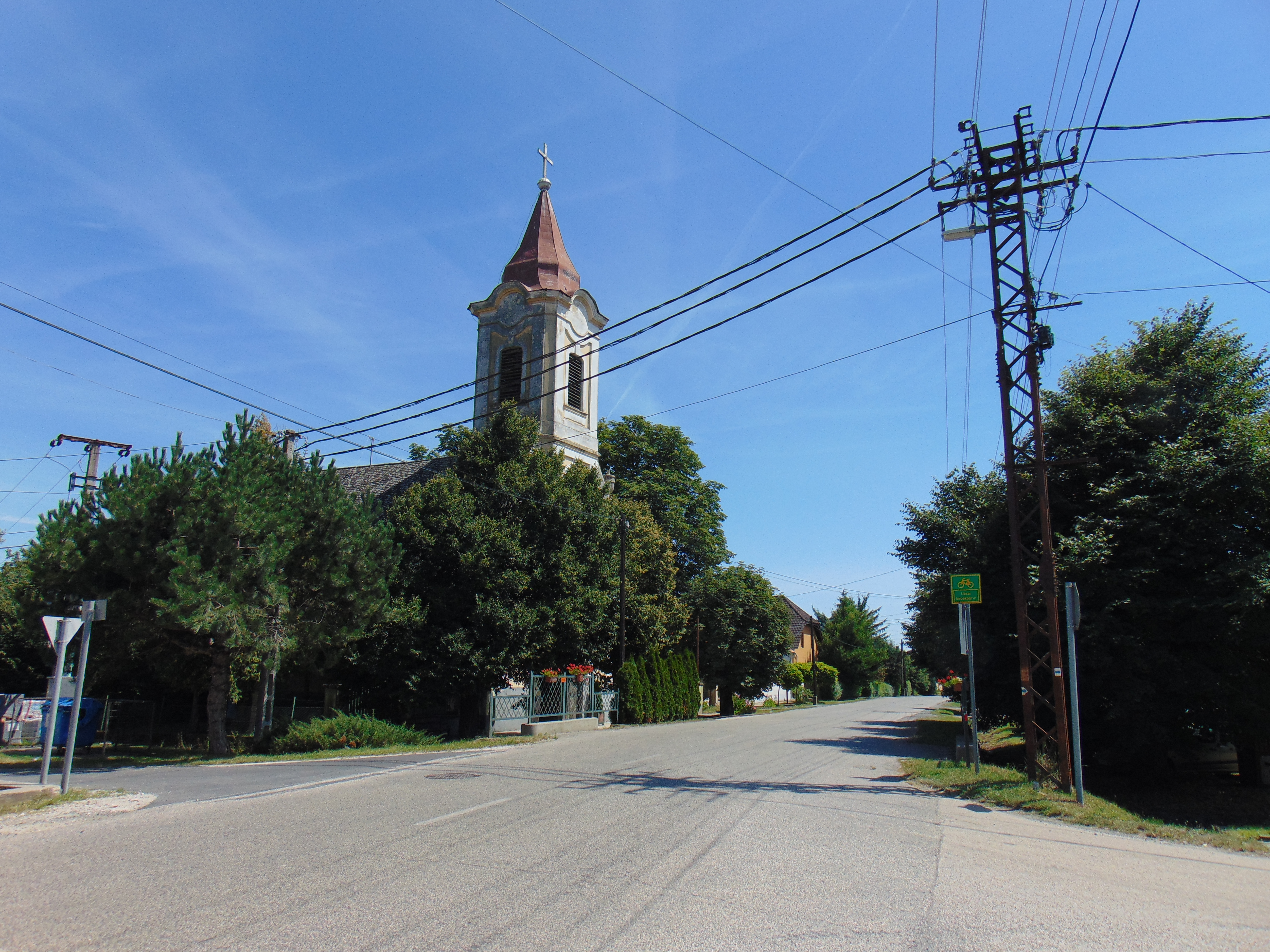
Lesenceistvánd központja a templommal
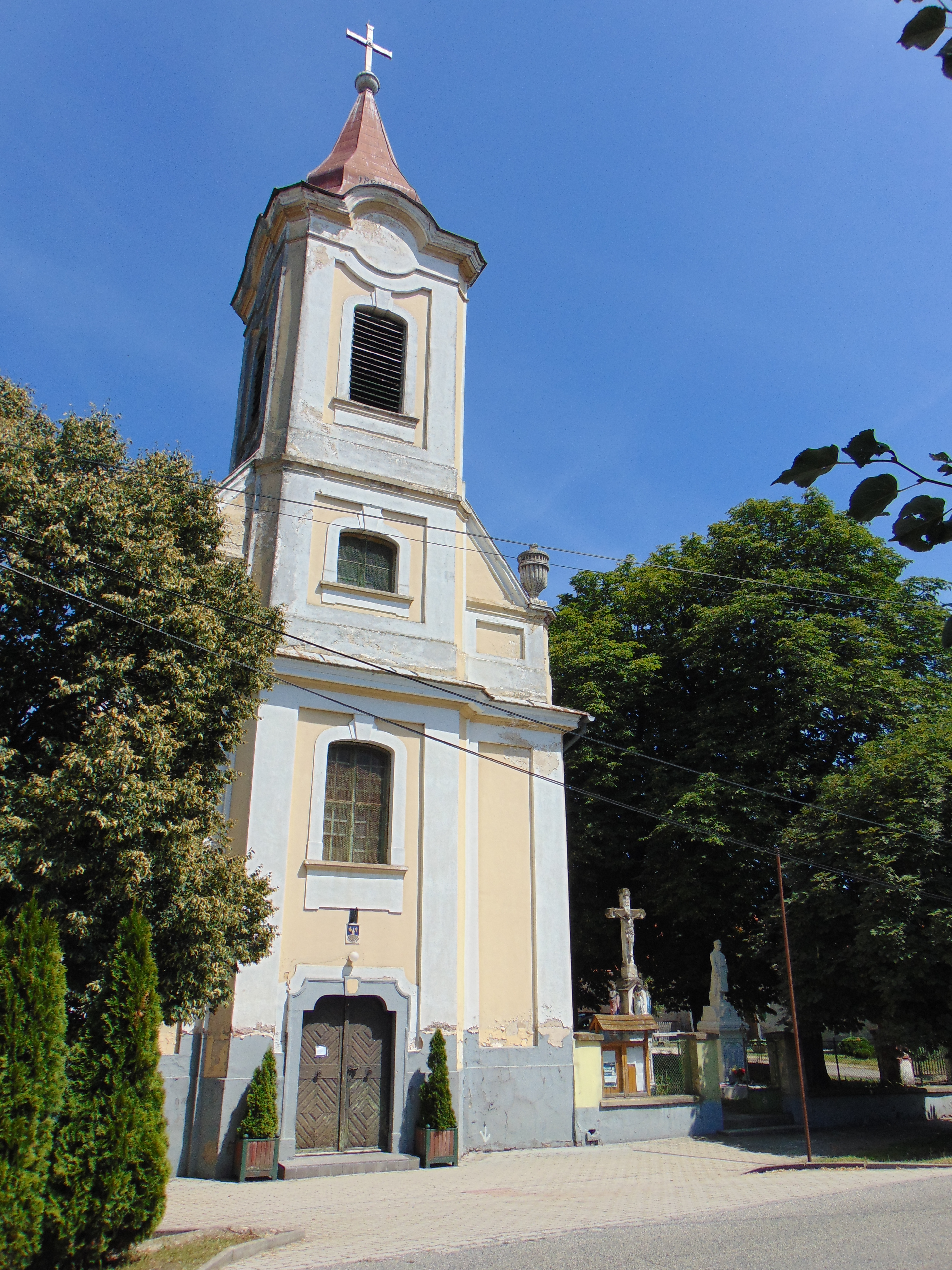
Lesenceistvánd katolikus temploma
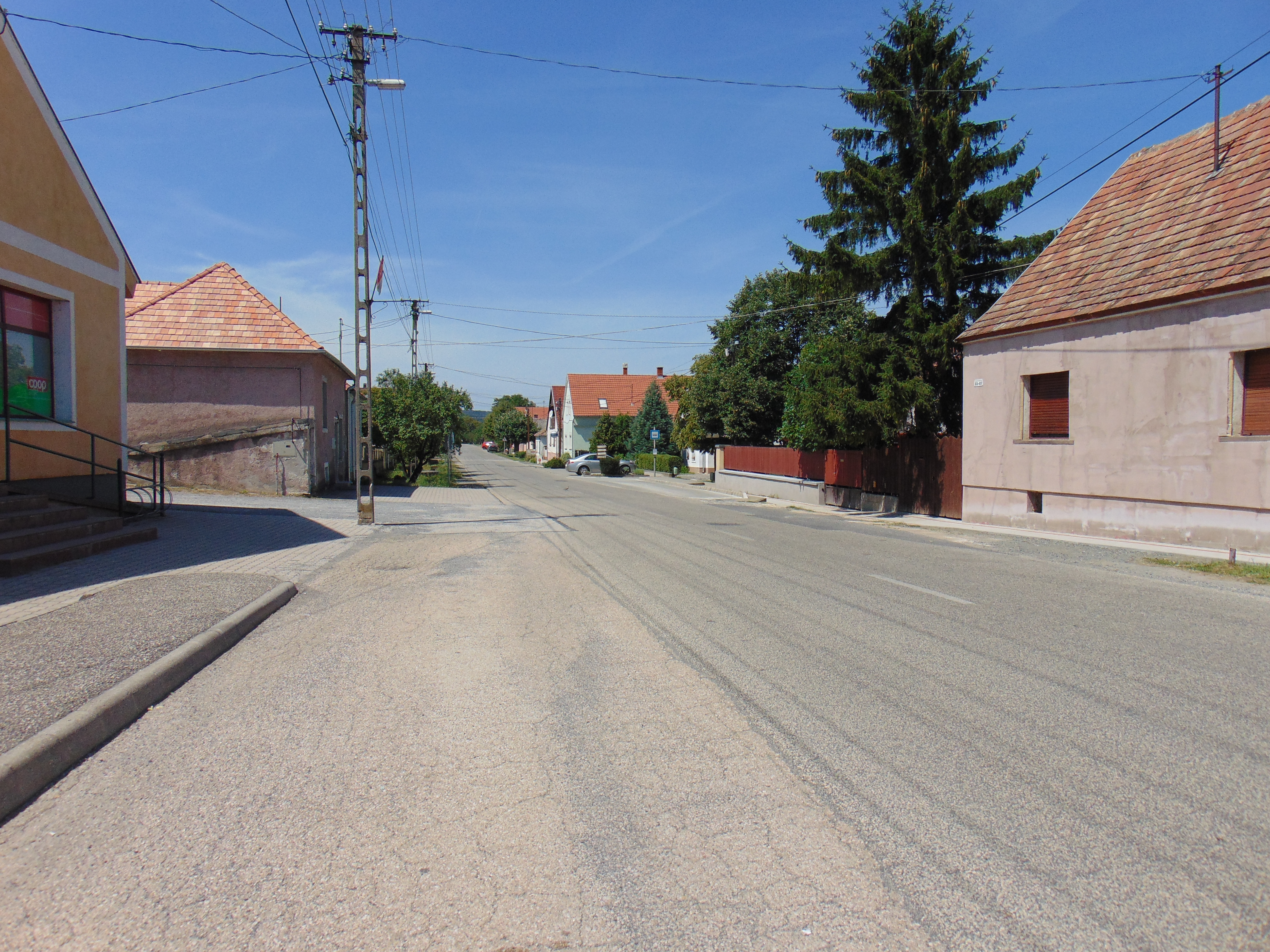
Utcakép a központban
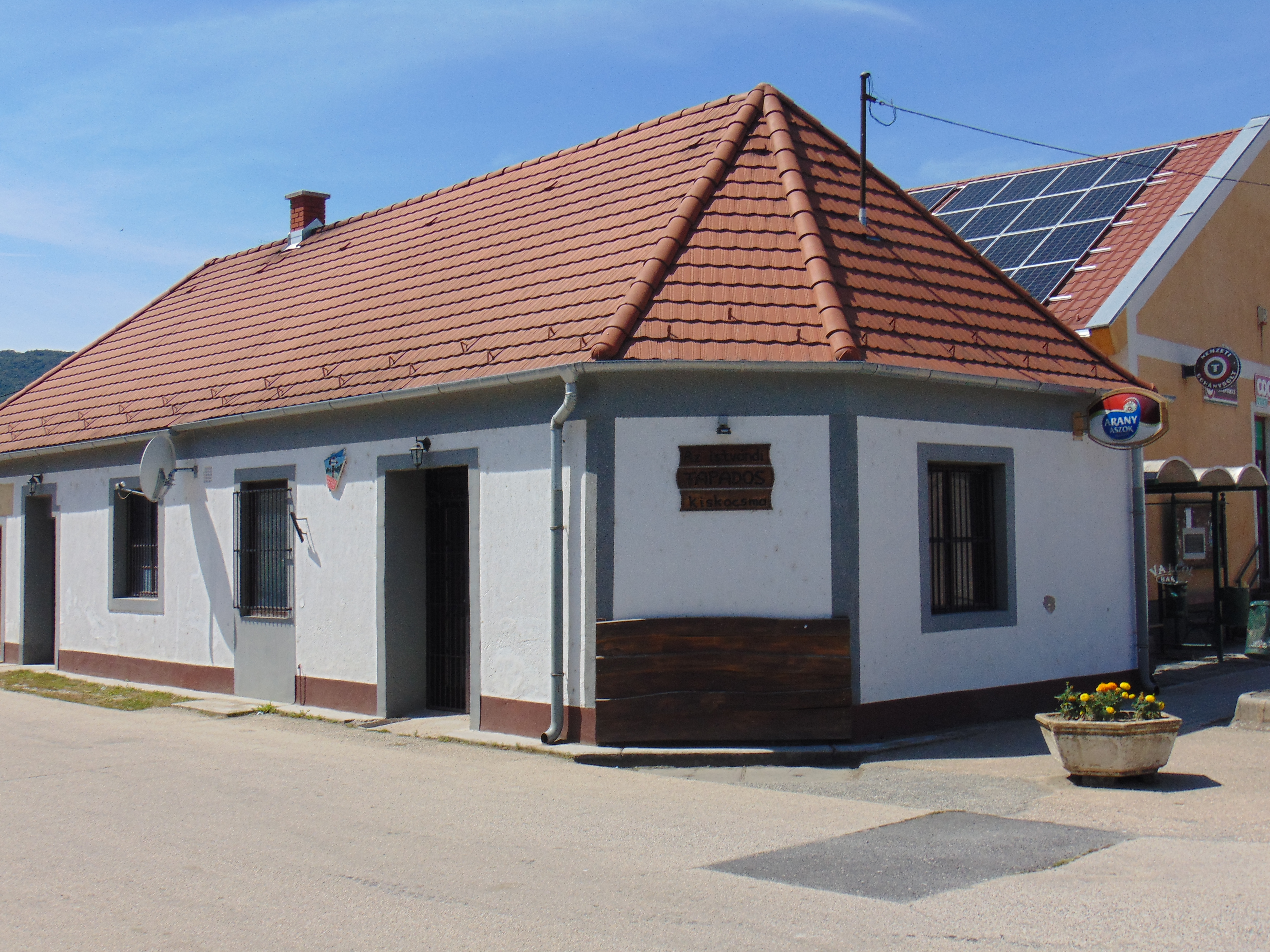
Az Istvándi Fapados Kiskocsma